# Dimitra Gnafaki
Dimitra Gnafaki (9 de julio de 1997) es una deportista de Grecia que compite en atletismo. Ganó una medalla de bronce en el Campeonato Europeo de Atletismo por Equipos de 2021, en la prueba de 400 m vallas.